# Avient-Aviation-Flug 324
Am 28. November 2009 verunglückte auf dem Avient-Aviation-Flug 324 (Flugnummer IATA: Z3324, ICAO: SMJ324, Flugnummer: AV AVIA 324) ein Frachtflugzeug des Typs McDonnell Douglas MD-11 beim Start vom Flughafen Shanghai-Pudong. Drei der sieben Besatzungsmitglieder wurden dabei getötet. Der Unfall wurde durch eine Fehlbedienung des Schubs beim Start verursacht.

## Flugzeug
Die betroffene Maschine war eine 19,1 Jahre alte McDonnell Douglas MD-11(F) mit der Werknummer 48408 und der Modellseriennummer 457, die im Jahr 1990 als Passagiermaschine und elfte MD-11 aus laufender Produktion im Werk von McDonnell Douglas gebaut und zum 25. Januar 1991 mit dem Luftfahrzeugkennzeichen HL7372 an die Korean Air ausgeliefert wurde. Im Jahr 1995 ließ die Fluggesellschaft die Maschine zum Frachtflugzeug umbauen und ließ sie am 27. Juni 1995 als solches zu. Am 29. Dezember 2004 übernahm die Pegasus Aviation die Maschine und ließ diese auf das US-amerikanische Kennzeichen N988PG ummelden. Zum 18. März 2005 verleaste die Pegasus Aviation die Maschine an die Varig Logística S.A., die diese mit dem Luftfahrzeugkennzeichen PR-LGD in Betrieb nahm. Zum 1. Juli 2009 ging die Maschine zurück an die Pegasus Aviation, bei der sie diesmal das Kennzeichen N408SH erhielt. Die simbabwische Avient Aviation übernahm die Maschine zwölf Tage vor dem Unfall, am 16. November 2009, und ließ diese mit dem simbabwischen Kennzeichen Z-BAV zu. Das Langstrecken-Großraumflugzeug war mit drei Triebwerken des Typs Pratt & Whitney PW4460 ausgestattet.

## Besatzung
Es befand sich eine siebenköpfige Besatzung an Bord. Vier Besatzungsmitglieder stammten aus den USA, eines aus Indonesien, eines aus Belgien und eines aus Simbabwe. Die Cockpitbesatzung stammte aus den USA.

## Unfallhergang
Die Maschine sollte morgens zu einem Frachtflug nach Harare starten, wobei ein Zwischenstopp in Bischkek in Kirgisistan vorgesehen war. Die Piloten erhielten eine Freigabe zum Start von der 4.000 Meter langen Startbahn 35R des Flughafens Shanghai-Pudong. Nach einem ungewöhnlich langen Startlauf hob das Hauptfahrwerk der Maschine erst kurz vor Ende der Startbahn ab. Die MD-11 gewann daraufhin jedoch kaum an Höhe und verblieb in einer Flughöhe von 10 Fuß (ca. 3 Meter) über dem Boden. Sie streifte die Lampen der Landebahnbefeuerung und Funkantennen, ging um 8:12 Uhr Ortszeit kurz hinter der Landebahn zu Boden und brach auseinander.
Alle sieben Besatzungsmitglieder erlitten bei dem Unfall Verletzungen und wurden in örtliche Krankenhäuser eingeliefert. Drei der vier US-amerikanischen Besatzungsmitglieder starben später, der vierte US-Amerikaner überlebte schwer verletzt. Die drei Besatzungsmitglieder aus Belgien, Indonesien und Simbabwe erlitten leichte Verletzungen.

## Ursache
Der offizielle Untersuchungsbericht war nach dem Unfall jahrelang nicht verfügbar. Am 28. Februar 2020 gelangte eine englische Übersetzung eines Unfallkurzberichtes an die Öffentlichkeit. Aus dem Bericht ging hervor, dass die Schubhebel zu keinem Zeitpunkt in die Startposition gebracht worden waren, sodass die Schubautomatik nie in den Startmodus wechselte. Die Besatzung habe zwar durch physische Hinweise wahrgenommen, dass der Schub ungewöhnlich niedrig war, habe jedoch weder das Problem identifiziert, noch korrigierende Maßnahmen eingeleitet. Simulationen schienen darauf hinzudeuten, dass mit rechtzeitigen Korrekturmaßnahmen eine Verhinderung des Unfalls möglich gewesen wäre. Es wurde vermutet, dass eine Übermüdung der Besatzung bei dem Unfall eine Rolle gespielt hatte. Mehrere Besatzungsmitglieder hätten aufgrund langer Reisen und zahlreicher Zeitzonenübergänge unter einem Jetlag gelitten.

## Sonstiges
Die Maschine war seinerzeit bei der Korean Air eine Schwestermaschine der HL7373 gewesen, welche am 15. April 1999 ebenfalls auf einem Frachtflug bei Shanghai verunglückte, wobei alle drei Insassen der Maschine sowie fünf Personen am Boden starben (siehe auch Korean-Air-Flug 6316).